# Starokosteantînivka, Rozdilna
Starokosteantînivka (în ucraineană Старокостянтинівка) este un sat în comuna Rozdilna din raionul Rozdilna, regiunea Odesa, Ucraina.

## Demografie
Componența lingvistică a localității Starokosteantînivka
     Ucraineană (87,13%)
     Română (2,97%)
     Romani (1,98%)
     Rusă (1,98%)
Conform recensământului din 2001, majoritatea populației localității Starokosteantînivka era vorbitoare de ucraineană (87,13%), existând în minoritate și vorbitori de găgăuză (5,94%), română (2,97%), romani (1,98%) și rusă (1,98%).